# جواز سفر سعودي إلكتروني
جواز السفر السعودي الإلكتروني هو جواز سفر إلكتروني يصدر لمواطني السعودية لغرض السفر الدولي، أطلق في 10 فبراير 2022، يحتوي على شريحة إلكترونية لرفع مستوى الحماية الأمنية للبيانات والصور الشخصية لحامل الجواز، بالإضافة إلى خاصية التحقق والقراءة الآلية عبر البوابات الذكية في المنافذ الدولية، وزُينت صفحاته بأشهر المعالم التاريخية والحضارية للسعودية.

## مزايا الجواز السعودي الإلكتروني
- مصمم بأعلى المواصفات الأمنية الحديثة.
- يراعي متطلبات منظمة الطيران المدني الدولي (إيكاو).
- يتضمن شريحة إلكترونية تحتوي بيانات مشفرة لحامل الجواز.
- يدعم التحقق الرقمي عبر البوابات الذكية في المنافذ العالمية.